# Хоэнцириц
Хоэнцириц (нем. Hohenzieritz) — община в Германии, в земле Мекленбург-Передняя Померания.
Входит в состав района Мекленбург-Штрелиц. Подчиняется управлению Нойстрелиц-Ланд. Население составляет 485 человек (на 31 декабря 2010 года). Занимает площадь 20,17 км².